# Dendrelaphis grismeri
Espèce
Dendrelaphis grismeri est une espèce de serpents de la famille des Colubridae.

## Répartition
Cette espèce est endémique des Moluques en Indonésie.

## Description
Dendrelaphis grismeri est un serpent arboricole diurne. Il mesure jusqu'à 148 cm dont environ 55 cm pour la queue. L'holotype de cette espèce a été collecté en 1862.

## Étymologie
Son nom d'espèce lui a été donné en l'honneur de Larry Lee Grismer pour sa contribution à la connaissance de la faune herpétologique de l'Asie du Sud-Est et plus particulièrement pour ses études sur la biodiversité des îles.

## Publication originale
- Vogel & van Rooijen, 2008 : Contributions to a review of the Dendrelaphis pictus (Gmelin, 1789) complex - 2. the eastern forms. Herpetozoa, vol. 21, n. 1/2, p. 3-29.